# Flabellophora obtorta
Flabellophora obtorta är en svampart som beskrevs av Corner 1987. Flabellophora obtorta ingår i släktet Flabellophora och familjen Polyporaceae.   Inga underarter finns listade i Catalogue of Life.